# Literaturjahr 1660
Liste der Literaturjahre

1656 | Literaturjahr 1660 | 1664

Weitere Ereignisse
Dieser Artikel behandelt das Literaturjahr 1660.

## Ereignisse

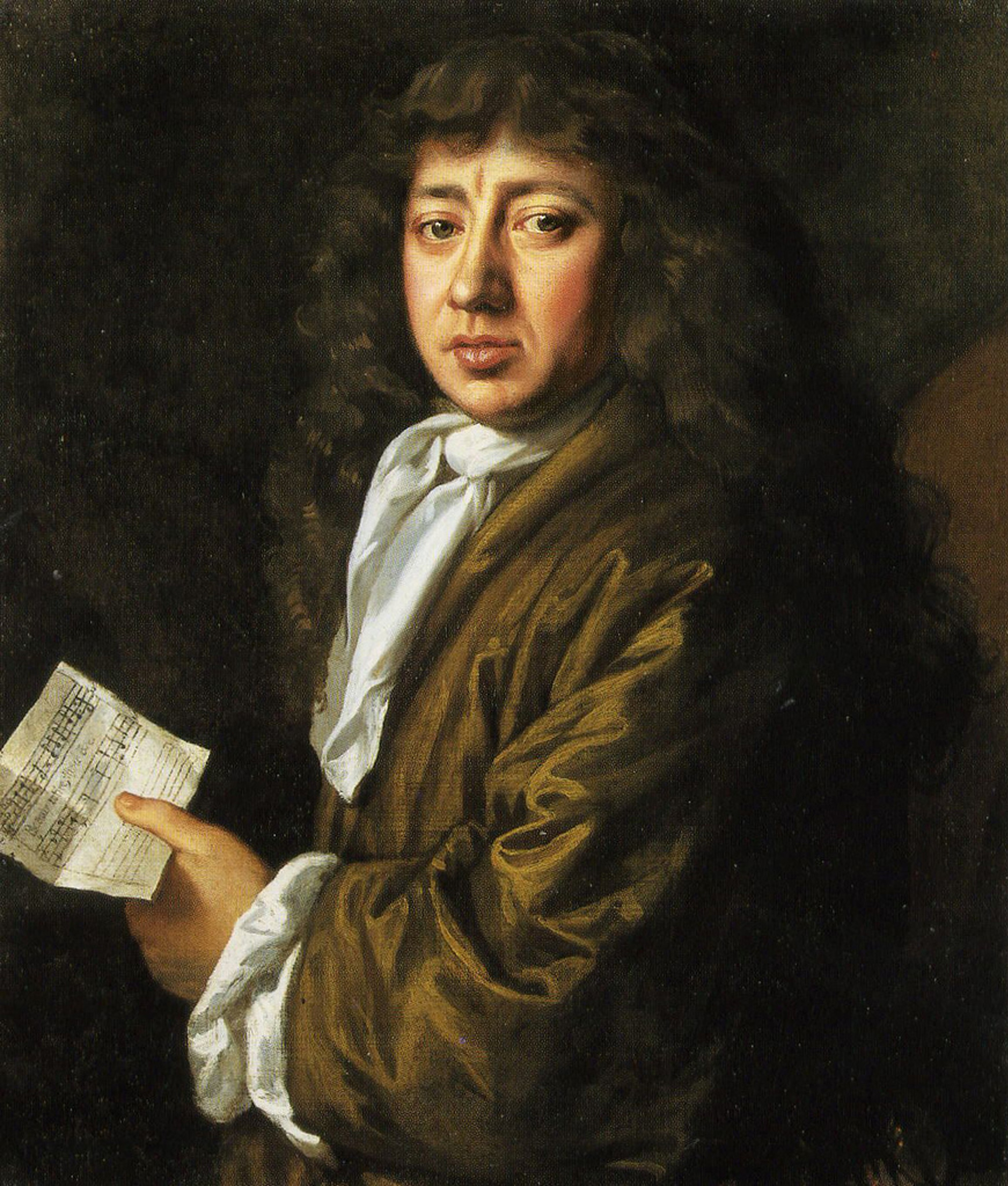
Samuel Pepys

- 1. Januar: Samuel Pepys beginnt sein geheimes Tagebuch.
- 5. September: Roger Boyle wird von Karl II. zum Earl of Orrery und Lordrichter von Irland ernannt.
- 8. Dezember: vermutlich zum ersten Mal tritt eine weibliche Schauspielerin auf einer englischen Bühne auf (als Desdemona in Othello).
- Niederländische Kaufleute übergeben Karl II. den Klencke-Atlas, einen der weltgrößten Atlanten.
- Die Lettres provinciales von Blaise Pascal werden auf Befehl Ludwigs XIV. verboten und auf dem Scheiterhaufen verbrannt.

## Neue Bücher
- Aloisiae Sigeae Toletanae Satyra sotadica de arcanis Amoris et Veneris – Nicolas Chorier
- Astraea Redux – John Dryden
- Der gerade und leichte Weg zu einer freien Republik (The ready & easie way to establish a free Commonwealth) – John Milton
- Die Geharnischte Venus – Kaspar von Stieler
- Märtyrerspiegel (De Martelaersspiegel) – Thieleman Janz van Braght

## Neue Theaterstücke
- Sganarelle ou le Cocu imaginaire – Molière
- The rump, or, The mirrour of the late times: a new comedy – John Tatham
- Love's Labyrinth, or the Royal Shepherdess – Thomas Ford

## Geboren

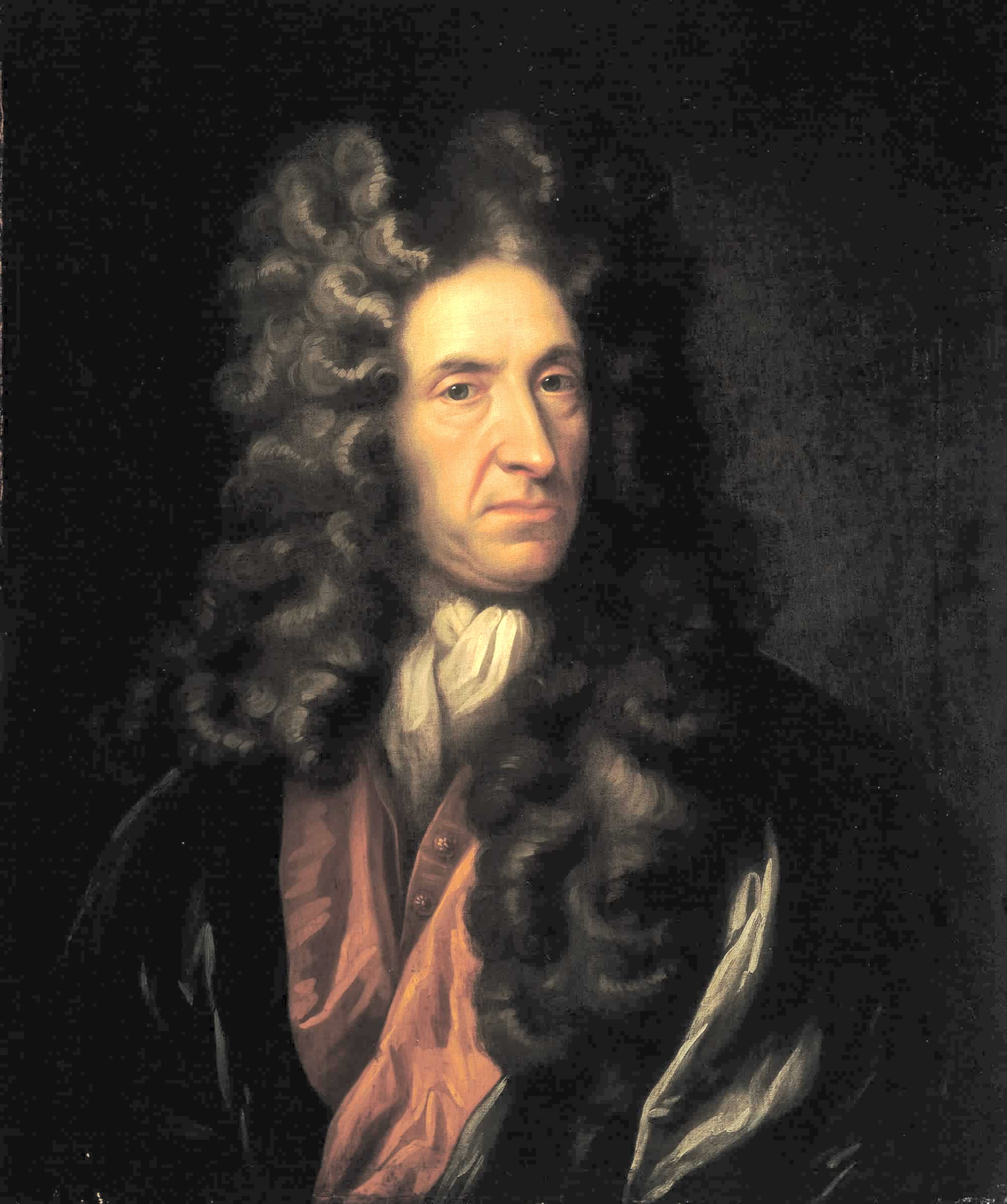
Daniel Defoe

- 11. Februar: Wolfgang Christoph Deßler, deutscher Dichter und Konrektor († 1722)
- 28. März: Arnold Houbraken, holländischer Maler und Kunstschriftsteller († 1719)
- 6. April: Johann Kuhnau,  deutscher Komponist und Schriftsteller des Barock († 1722)
- 27. Mai: Christian Gerber, deutscher lutherischer Theologe und Schriftsteller († 1731)
- Edward Lhuyd, walisischer Botaniker und Sprachwissenschaftler
- Johann Georg Schmidt, Apotheker, Naturwissenschaftler und Schriftsteller der Aufklärung († 1722)
- Francesco Antonio Tullio, italienischer Librettist († 1737)
- um 1660: Daniel Defoe, englischer Schriftsteller, Autor des Romans Robinson Crusoe († 1731)

## Gestorben
- 30. April: Petrus Scriverius, niederländischer Philologe, Historiker und Schriftsteller
- 6. Juli: Johannes Barzaeus, Schweizer neulateinischer Dichter
- 31. August: Johannes Freinsheim, deutscher Historiker und Philologe
- 8. September: Daniel von Czepko, deutscher Dichter und Dramatiker
- 12. September: Jacob Cats, niederländischer Dichter und Politiker
- 7. Oktober: Paul Scarron, französischer Schriftsteller
- Thomas Urquhart, schottischer Dichter und Übersetzer der Werke von Rabelais